# Поликарп (Розанов)
Епископ Поликарп (в миру Павел Петрович Розанов; 1828, Скопин, Рязанская губерния — 25 октября 1891, Екатеринбург) — епископ Русской православной церкви, епископ Екатеринбургский и Ирбитский. Духовный писатель
.

## Биография
Родился в 1828 году в городе Скопине Рязанской губернии в семье священника.
Первоначальное образование получил в Скопинском духовном училище и в Рязанской духовной семинарии. В 1848 году поступил в Московскую духовную академию. В 1852 году окончил курс Московской духовной академии со степенью магистра.
Пожелав пополнить своё богословское образование светской университетской наукой, поступил по окончании курса Академии вольнослушателем в Московский университет на медицинский факультет, с целью изучения естественных и медицинских наук, которые он считал полезными вспомогательными средствами для пастырской и проповеднической деятельности.
7 мая 1857 года назначен учителем Киевской духовной семинарии на кафедру церковной и библейской истории, гомилетики и обрядословия (впоследствии литургика), где до 1884 года преподавал разные предметы и исправлял различные должности: был помощником инспектора и инспектором духовной семинарии, состоял членом педагогического и распорядительного правления духовной семинарии, членом строительного комитета, надзирателем учебно-воспитательного заведения при духовной семинарии для православных иностранцев и др.
Будучи одним из числа наставников, инициаторов по учреждению при Киевской семинарии журнала «Руководство для сельских пастырей» (1860 год), во все время своей службы при Семинарии был одним из самых деятельных и плодовитых сотрудников этого органа. Из года в год он помещал в нём массу мелких и крупных статей по различным вопросам церковной практики, истории, каноники и по практической медицине.
Ревизовал в 1873 году Уманское и Богуславское духовные училища.
13 марта 1884 года назначен настоятелем Киевского Пустынно Николаевского монастыря; 7 апреля того же года пострижен в монашество; 13 апреля рукоположен во иеродиакона, 15 апреля — во иеромонаха; 22 апреля возведён в сан архимандрита.
9 сентября 1884 года хиротонисан во епископа Уманского, второго викария Киевской епархии.
В 24-го марта по 4-е мая 1887 года, за смертью преосвященного Курского Михаила, временно управлял Курской епархией.
2 апреля 1888 года назначен епископом Екатеринбургским и Ирбитским.
За три года управления Екатеринбургской епархией много сделал для неё важного и полезного, поставив епархию на должную высоту.
Епархиальное училище поставлено во всех отношениях на должную высоту. Устроен свечной завод, который дал средства для лучшего обеспечения духовных училищ.
Преосвященный Поликарп много жертвовал средств для Церковно-археологического общества.
Скончался 24 или 25 октября 1891 года. Был погребен за левым клиросом Трехсвятительского придела Богоявленского кафедрального собора города Екатеринбурга. В 1930 году при закрытии собора останки варварски уничтожены.

## Сочинения
- Изъяснение апостольских правил // Руководство для сельских пастырей. — Киев.
- История Церкви в век апостольский // Руководство для сельских пастырей. — Киев.
- История Русской Церкви в первые века христианства // Руководство для сельских пастырей. — Киев.
- Опыт практического руководства для пастырей. — Киев, 1870.